# Fichtelnaab
Die Fichtelnaab ist der 42 km lange, rechte und nordwestliche Oberlauf der Waldnaab in Oberfranken und der Oberpfalz. Sie entspringt im Fichtelgebirge und vereint sich bei Windischeschenbach mit der Tirschenreuther Waldnaab zur Waldnaab.

## Name
Ihren Namen hat die Fichtelnaab nur mittelbar vom Fichtelgebirge. Er leitet sich von ihrem Quellgebiet am vor 1495 noch als „Vichtelberg“ benannten Ochsenkopf ab. Sein Bestimmungselement erhielt der Name der Fichtelnaab, um sie von den anderen Naabquellflüssen zu unterscheiden.
Im Mittelalter wurde die Fichtelnaab auch als Krumme Naab bezeichnet, da sie in breiten Windungen strömt. Davon zeugt auch der Name des Ortes Krummennaab am Nordufer der unteren Fichtelnaab.

## Geographie

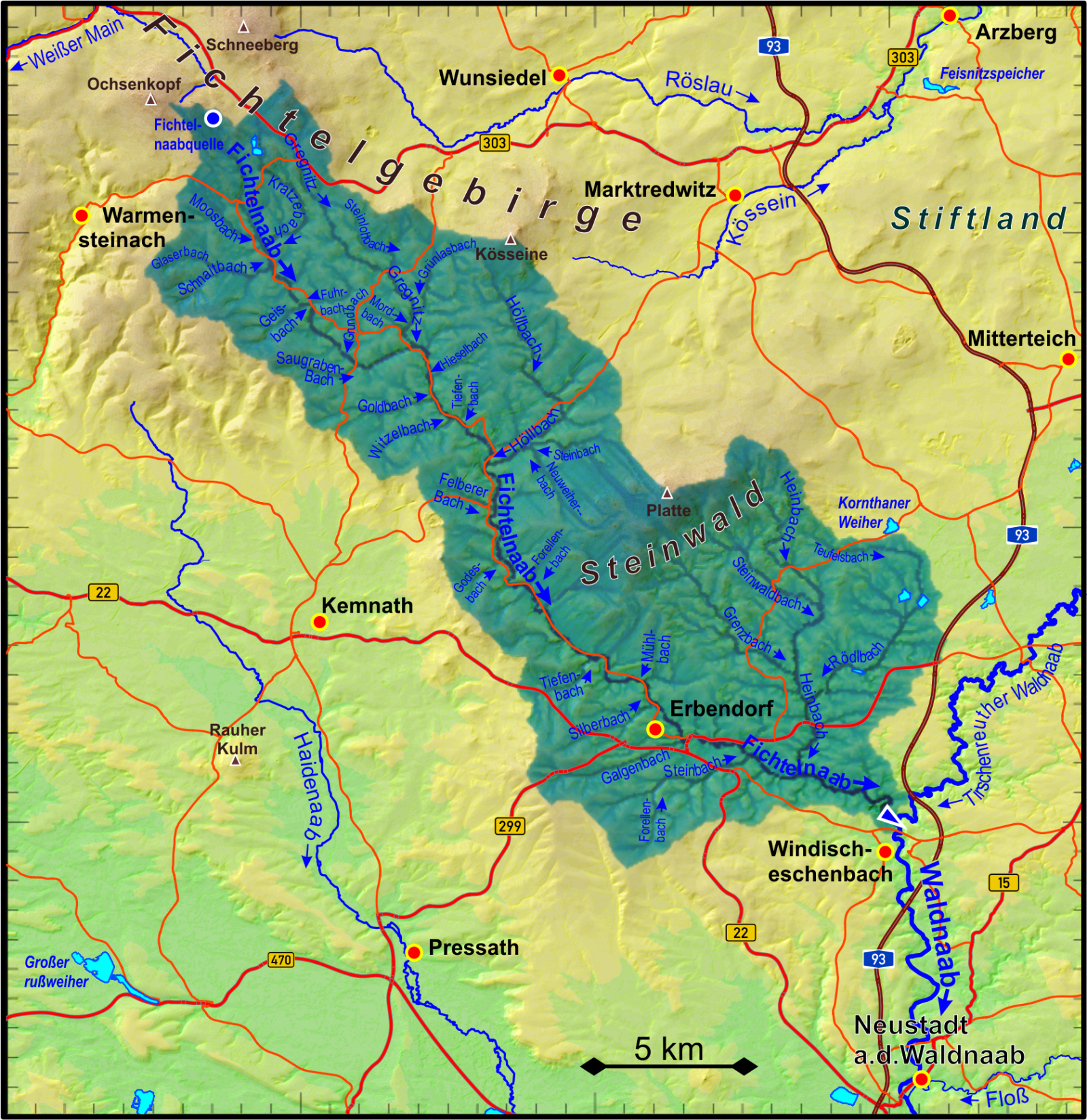
Einzugsgebiet der Fichtelnaab

### Verlauf
Die Quelle der Fichtelnaab liegt im Landkreis Bayreuth auf etwa 867 m ü. NHN am Südosthang des Ochsenkopfs (1024 m ü. NN) nahe den Weißmainfelsen, etwa 900 Meter südöstlich der Quelle des Weißen Mains und etwa zwei Kilometer nordwestlich von Fichtelberg bzw. des 10,5 Hektar großen Fichtelsees (752 m ü. NHN).
Von dort fließt die Fichtelnaab in recht beständig südostwärtiger Laufrichtung über die Ortschaften Fichtelberg und Mehlmeisel in den Landkreis Tirschenreuth hinüber. Dort durchzieht sie die Gemeinden Brand, Ebnath, Neusorg, Pullenreuth und die Stadtgebiete von Kemnath und Erbendorf, deren Hauptort der größte Siedlungsplatz am Lauf ist. Nachdem sie noch durch die Gemeinde Krummennaab gezogen ist, wechselt sie zuletzt über aufs Stadtgebiet von Windischeschenbach im Landkreis Neustadt an der Waldnaab, wo sie auf die aus dem Nordosten kommende und längere, aber weniger Wasser führende Tirschenreuther Waldnaab trifft und sich mit ihr auf 424 m ü. NHN zur Waldnaab vereint, die dann südwärts weiterzieht.

### Einzugsgebiet
Die Fichtennaab entwässert ein ca. 278 km² großes Gebiet im Süden des Fichtelgebirges und des Steinwalds. Als Teileinzugsgebiet umfasst es ca. 29 % des Einzugsgebiets der Waldnaab und ca. 5 % des Einzugsgebiets der Naab. In Nordwesten grenzt das Einzugsgebiet der Fichtelnaab an das des Mains und im Nordosten an das der Elbe.   

### Zuflüsse
Von der Quelle bis zum Zusammenfluss mit der Tirschenreuther Waldnaab. Auswahl.
Liste der Zuflüsse mit Gewässerlänge, Einzugsgebiet und Höhe. Andere Quellen für die Angaben sind vermerkt.
- Seebach, von links und insgesamt Osten auf 722 m ü. NHN bei Fichtelberg-Neubau, ca. 1,4 km[6] und ca. 3,5 km²[7]; entfließt dem 10,5 ha großen Fichtelsee, der einige teils über einen Kilometer lange Zuflüsse hat
- Bocksgraben, von rechts und insgesamt Nordwesten auf 703 m ü. NHN in Fichtelberg, 4,3 km und 2,0 km²
- Moosbach, von rechts und insgesamt Nordwesten auf 606 m ü. NHN in Mehlmeisel-Oberlind, ca. 3,4 km[6] und ca. 3,8 km²[7]
- Erllohgraben, von rechts und Westsüdwesten auf 603 m ü. NHN in Oberlind, ca. 0,7 km[6] und ca. 0,6 km²[7]
- Kratzebach, von links und insgesamt Norden auf 603 m ü. NHN nach Oberlind, 5,6 km und 4,6 km²; entspringt neben dem Seebach einem Teich am Fuß des Fichtelsee-Damms
- Fallbach, von rechts und Westen auf 594 m ü. NHN in Mehlmeisel-Unterlind, 4,8 km mit den Bachabschnitten Glaserbach → Schnaitbach → Fallbach  und 8,2 km²
- Spinniglohbach, von links und Nordnordosten auf 594 m ü. NHN in Unterlind, ca. 1,5 km[6] und ca. 0,9 km²[7]
- Geisbach oder Geißbach, von rechts und Westsüdwesten auf 577 m ü. NHN nach Unterlind, 2,3 km und 3,5 km²
- Fuhrbach, von links und Ostnordosten auf 574 m ü. NHN vor der Kartonagenfabrik von Brand, ca. 1,9 km[6] und ca. 2,5 km²[7]
- Grundbach, von links und Nordosten auf 551 m ü. NHN am Ende der Kartonagenfabrik und vor Brand-Grünberg, ca. 1,1 km[6] und ca. 1,4 km²[7]
- Saugrabenbach, von rechts und Westen auf 547 m ü. NHN nach Grünberg, ca. 3,0 km[6] und ca. 2,7 km²[7]
- Gregnitz, von links und Nordwesten auf 531 m ü. NHN bei Ebnath-Selingau, 11,1 km und 21,1 km²
- Hieselbach, von links und Osten auf 526 m ü. NHN in Ebnath, 1,5 km und 2,0 km²
- Goldbach, von rechts und Westen auf 520 m ü. NHN nach Ebnath, 4,3 km und 6,0 km²
- Witzelbach, von rechts und Südwesten auf 517 m ü. NHN, 3,8 km mit rechtem Oberlauf vom oder am Schwarzweiher und 4,1 km²
- Tiefenbach, von links und Norden auf 515 m ü. NHN vor dem Neusorg-Riglasreuther Talviadukt der Bahnstrecke Nürnberg–Cheb, 1,4 km und 2,2 km²
- Höllbach, von links und Norden auf 507 m ü. NHN unterhalb von Riglasreuth, 11,7 km² mit dem linken Oberlauf Kösseinbach und 29,8 km
- Felberer Bach, von rechts und Westnordwesten auf 502 m ü. NHN unterhalb von Pullenreuth-Lochau, 2,6 km² und 3,5 km
- Kautzenbach, von links und Ostnordosten auf 502 m ü. NHN bei Pullenreuth-Kautzenhof, ca. 0,9 km[6] und ca. 1,8 km²[7]
- Godesbach, von rechts und Südwesten auf 495 m ü. NHN in Pullenreuth-Trevesen, ca. 1,9 km[6] und ca. 1,9 km²[7]
- Forellenbach, von links und Nordosten auf 488 m ü. NHN unterhalb von Pullenreuth-Trevesenhammer, ca. 2,3 km[6] und ca. 2,9 km²[7]
- Forellenbach, von links und Nordosten auf 485 m ü. NHN bei Pullenreuth-Kronau, 2,3 km mit rechtem Oberlauf vom oder am Schwarzweiher und 5,7 km²
- Tiefenbach, von rechts und Südwesten auf 476 m ü. NHN vor Erbendorf-Grötschenreuth, 2,7 km und 4,9 km²
- Mühlbach, von links und Nordnordosten auf 468 m ü. NHN vor Erbendorf, ca. 2,4 km[6] und ca. 3,7 km²[7]
- Silberbach, von rechts und Westsüdwesten auf 467 m ü. NHN am Nordrand von Erbendorf in einen Mühlkanal, ca. 3,3 km[6] und ca. 4,2 km²[3][7]
- Galgenbach, von rechts und Westsüdwesten auf 462 m ü. NHN bei Erbendorf-Bruckmühle, 5,3 km mit Oberlauf Schreierbach und 5,2 km²
- Steinbach, von rechts und Südwesten auf 451 m ü. NHN bei Krummennaab-Reisermühle, 7,0 km mit rechtem Oberlauf Forellenbach und 10,6 km²
- Heinbach, von links und Norden auf 442 m ü. NHN bei Krummennaab-Trautenberg über einen Mühlkanal, 13,2 km von der Quelle am Griesrangen an und 69,0 km²

### Orte
Orte am Lauf mit ihren Zugehörigkeiten. Nur die Namen tiefster Schachtelungsstufe bezeichnen Siedlungsanrainer.
Landkreis Bayreuth
- Gemeindefreies Gebiet Fichtelberg
  - (Wald ohne Besiedlung am Lauf)
- Gemeinde Fichtelberg
  - Neubau (Dorf)
  - Fichtelberg (Pfarrdorf)
- Gemeinde Mehlmeisel
  - Oberlind (Weiler, rechts)
  - Mitterlind (Dorf)
  - Unterlind (Kirchdorf, rechts)

Landkreis Tirschenreuth
- Gemeinde Brand
  - Grünberg (Weiler)
- Gemeinde Ebnath
  - Haid (Weiler, linker Hang)
  - Schenkelhammer (Siedlungsplatz von Ebnath, rechts)
  - Ebnath (Pfarrdorf, überwiegend links)
- Gemeinde Kulmain
  - (rechter Anlieger, ohne Besiedlung am Lauf)
- Gemeinde Neusorg
  - Riglasreuth (Kirchdorf, rechts)
  - Weihermühle (Dorf, linker Hang)
- Gemeinde Pullenreuth
  - Lochau (Dorf, linker Oberhang)
- Gemeinde Kulmain
  - (rechter Anlieger, ohne Besiedlung am Lauf)
- Gemeinde Pullenreuth
  - Kautzenhof (Weiler, linker Oberhang)
  - Furt (Siedlungsplatz von Trevesen, linker Unterhang)
  - Trevesen (Dorf)
  - Trevesenhammer (Dorf)
- Stadt Kemnath
  - (rechter Anlieger, ohne Besiedlung am Lauf)
- Gemeinde Pullenreuth
  - Kronau (Weiler, rechts auf Mühlkanalinsel)
- Stadt Kemnath
  - Rosenbühl (Weiler, rechter Hang)
  - Hopfau (Dorf, links)
- Stadt Erbendorf
  - Grötschenreuth (Dorf, überwiegend links)
  - Hammerschloss Grötschenreuth (Siedlungsplatz, links)
  - Rohrmühle (Einöde, rechts)
  - Erbendorf (Hauptort, mehr rechts)
  - Hanslmühle (Einöde, rechts)
  - Herrnmühle (Einöde, rechts)
  - Bruckmühle (Einöde, rechts)
  - Plärnmühle (Einöde, rechts)
  - Plärn (Weiler, links)
  - Inglashof (Einöde, rechter Hang)
- Gemeinde Krummennaab
  - Reisermühle (Einöde, in Abstand rechts)
  - Krummennaab (Pfarrdorf, links, überwiegend am Hang)
  - Burggrub (Dorf, rechts, überwiegend am Hang)
  - Trautenberg (Dorf, links)

Landkreis Neustadt an der Waldnaab
- Stadt Windischeschenbach
  - Naabdemenreuth (Weiler, rechts)
  - Schweinmühle (Einöde, links)
  - Berg (Weiler, rechter Oberhang)
  - Wiesenthal (Einöde, links)
  - Oberbaumühle (Einöde)